# Kanton Campagne-lès-Hesdin
Kanton Campagne-lès-Hesdin (francouzsky Canton de Campagne-lès-Hesdin) byl francouzský kanton v departementu Pas-de-Calais v regionu Nord-Pas-de-Calais. Tvořilo ho 23 obcí. Zrušen byl po reformě kantonů 2014.

## Obce kantonu
- Aix-en-Issart
- Beaurainville
- Boisjean
- Boubers-lès-Hesmond
- Brimeux
- Buire-le-Sec
- Campagne-lès-Hesdin
- Douriez
- Gouy-Saint-André
- Hesmond
- Lespinoy
- Loison-sur-Créquoise
- Maintenay
- Marant
- Marenla
- Maresquel-Ecquemicourt
- Marles-sur-Canche
- Offin
- Roussent
- Saint-Denœux
- Saint-Rémy-au-Bois
- Saulchoy
- Sempy